# Asparagus maritimus
Asparagus maritimus är en sparrisväxtart som först beskrevs av Carl von Linné, och fick sitt nu gällande namn av Philip Miller. Asparagus maritimus ingår i släktet sparrisar, och familjen sparrisväxter. Inga underarter finns listade i Catalogue of Life.